# شو کوراتا
شو کوراتا (ژاپنی: 倉田 秋؛ زادهٔ ۲۶ نوامبر ۱۹۸۸) یک بازیکن فوتبال اهل ژاپن است. وی در تیم ملی فوتبال ژاپن بازی کرده است.